# Joachim Fest
Joachim Clemens Fest (8 de dezembro de 1926 - 11 de setembro de 2006) foi um historiador e escritor alemão; tornou-se mundialmente conhecido pela sua biografia de Adolf Hitler lançada em 1973 e pelo apoio na autobiografia de Albert Speer lançada em 2000.
Com uma decisiva influência do pai, forte opositor ao Nazismo, Joachim Fest não se filiou à Juventude Hitlerista. Serviu, porém, ao exército alemão (Wehrmacht), tendo sido capturado e mantido como prisioneiro de guerra na França até o final da Guerra em 1945.  Sua formação educacional contou com o Gymnasium de Berlim e de Freiburg im Breisgau. Estudou Direito, História, Sociologia, Literatura Alemã e História da Arte em Freiburg, Frankfurt e Berlim
Trabalhou na estação de rádio RIAS, de 1954 até 1961, como editor do serviço de radiodifusão encarregado dos temas de história contemporânea. Após um breve período como editor chefe do canal de televisão NDR, passou a atuar como escritor e lançou sua mais famosa obra "Hitler" uma das mais completas biografia de ditador alemão em 1973.
Fest atuou ainda como editor adjunto para a autobiografia do ex-oficial, Ministro da Economia de Guerra e arquiteto nazista Albert Speer, em Inside the Third Reich. Após a morte de Speer, Fest lançou o livro Speer: The Final Veredict, no qual analisa e apresenta os motivos que levaram o oficial a relatar seu ponto de vista sobre a Segunda Guerra Mundial e os bastidores do Nazismo.
Em 2004 foi lançado o filme Der Untergang, com o título A queda, no Brasil, com base em alguns capítulos de seu livro Inside Hitler´s Bunker: The Last Days of Third Reich, que, por sua vez, inspirou-se nas anotações pessoais de Traudl Junge, a última secretária pessoal de Hitler, que nelas descreveu os últimos dias de vida do ditador em seu bunker em Berlim em 1945.

## Obras
- Das Gesicht des Dritten Reiches. Profile einer totalitären Herrschaft. Piper, München 1963, ISBN 3-492-21842-3.
- Hitler. Eine Biographie. Frankfurt am Main, Propyläen 1973, ISBN 3-549-07172-8 (Vorwort, Klappentext, Inhaltsverzeichnis (Memento vom 11. dezembro 2012 im Internet Archive) der Neuauflage 2002) (Número 1 na lista de best-sellers da Spiegel de 22 de outubro de 1973 a 17 de fevereiro de 1974).
- Aufgehobene Vergangenheit. Portraits und Betrachtungen. Deutsche Verlags-Anstalt, Stuttgart 1981, ISBN 3-421-06085-1; als Taschenbuch: München, dtv 1983, ISBN 3-423-10212-8.
- Die unwissenden Magier. Über Thomas und Heinrich Mann. Siedler, Berlin 1985, ISBN 3-88680-160-8; als Taschenbuch erschienen bei Goldmann, München 1998, ISBN 3-442-75535-2.
- Der tanzende Tod. Über Ursprung und Formen des Totentanzes vom Mittelalter bis zur Gegenwart. Und sechsunddreißig Zeichnungen zum gleichen Thema ‚in spe‘ von Horst Janssen. Lucifer, Lübeck 1986, ISBN 3-923475-09-8.
- Im Gegenlicht. Eine italienische Reise. Siedler, Berlin 1988; Neuausgabe: Rowohlt, Reinbek 2004, ISBN 3-498-02092-7.
- Der zerstörte Traum. Vom Ende des utopischen Zeitalters. Siedler, Berlin 1991, ISBN 3-88680-335-X.
- Wege zur Geschichte. Über Theodor Mommsen, Jacob Burckhardt und Golo Mann, mit einem Vorwort von Christian Meier, Manesse, Zürich 1992, ISBN 3-7175-8197-X.
- Die schwierige Freiheit. Über die offene Flanke der offenen Gesellschaft. Siedler, Berlin 1993, ISBN 3-88680-530-1.
- Staatsstreich. Der lange Weg zum 20. Juli. Berlin 1994, ISBN 3-88680-539-5.
- Fremdheit und Nähe. Von der Gegenwart des Gewesenen. DVA, Stuttgart 1996, ISBN 3-421-05028-7.
- Speer. Eine Biographie. Alexander-Fest-Verlag, Berlin 1999, ISBN 3-8286-0063-8.
- Horst Janssen. Selbstbildnis von fremder Hand. Fest, Berlin 2001, ISBN 3-8286-0158-8; als Taschenbuch: Reinbek, Rowohlt-Taschenbuch-Verlag 2004, ISBN 3-499-61901-6.
- Das Ende der Utopien. Der zerstörte Traum / Die schwierige Freiheit. Btb (Siedler Taschenbuch) 2000, ISBN 3-442-75516-6.
- Der Untergang. Hitler und das Ende des Dritten Reiches. Alexander-Fest-Verlag Berlim 2002, ISBN 3-8286-0172-3. (1º lugar na lista de best-sellers da Spiegel de 6 a 12 de maio de 2002)
- Begegnungen. Über nahe und ferne Freunde. Rowohlt Verlag, Reinbek bei Hamburg 2004, ISBN 3-498-02088-9 (Retratos von Ernst Kiefer, Hannah Arendt, Sebastian Haffner, Ulrike Meinhof, Dolf Sternberger, Wolf Jobst Siedler, Arnulf Baring, Golo Mann, Joachim Kaiser, Rudolf Augstein, Johannes Gross, Horst Janssen, Hugh R. Trevor-Roper, Henning Schlüter, Hans Pels-Leusden)
- Der lange Abschied vom Bürgertum. Joachim Fest und Wolf Jobst Siedler im Gespräch mit Frank A. Meyer. wjs-Verlag, Berlin 2005, ISBN 3-937989-10-2.
- Die unbeantwortbaren Fragen. Notizen über Gespräche mit Albert Speer zwischen Ende 1966 und 1981. Reinbek, Rowohlt 2005, ISBN 3-498-02114-1 (als Taschenbuch: Rowohlt Taschenbuch Verlag, Reinbek 2006, ISBN 3-499-62159-2).
- Ich nicht. Erinnerungen an eine Kindheit und Jugend. Rowohlt, Reinbek 2006, ISBN 3-498-05305-1.
- Bürgerlichkeit als Lebensform. Späte Essays. Rowohlt, Reinbek 2007, ISBN 978-3-498-02118-4.
- Nach dem Scheitern der Utopien. Gesammelte Essays zu Politik und Geschichte. Rowohlt, Reinbek 2007, ISBN 978-3-498-02119-1 (FAZ-Rezension).